# Cat's Eye (film)
Cat's Eye è un film del 1997 diretto da Kaizo Hayashi.
Si tratta di un live-action giapponese interpretato da Yuki Uchida, Norika Fujiwara e Izumi Inamori e distribuito dalla Toho Co., famosa compagnia di distribuzione cinematografica giapponese. È un adattamento del popolare manga e anime Occhi di gatto in una storia inedita, cronologicamente collocata dopo la serie animata.

## Trama
Le tre gatte Hitomi, Rui e Ai continuano a rubare i dipinti dello scomparso padre nella speranza di poterlo ritrovare e il detective Toshio Utsumi continua a sua volta a dare la caccia al trio di ladre, sempre con risultati deludenti. Nel frattempo Miss King, moglie dell’imperatore cinese e contemporaneamente capostipite di un’organizzazione segreta dedita alla malavita, punta ad eliminare la banda Cat's Eye in quanto colpevole di essere unica reale minaccia per la successione del figlio al trono.
Le tre ragazze si troveranno così a dover fronteggiare un nuovo inaspettato nemico, spietato, che sarà disposto a tutto, anche a giocare con la vita del loro padre (che pare essere dunque realmente ancora vivo), pur di raggiungere lo scopo prefissato. Nel frattempo, il detective Utsumi si avvarrà della collaborazione di Mitsuko Asamiya, investigatrice privata dell’Interpol (sulle tracce dei malavitosi cinesi) e riuscirà così ad avvicinarsi alla banda come non mai, anche se verrà a sua volta coinvolto in quella che risulta essere una vera e propria corsa contro il tempo per poter salvare le tre gatte e contemporaneamente per poter sgominare finalmente l’organizzazione criminale.